# パルゲリーア
パルゲリーア（イタリア語: Parghelia）は、イタリア共和国カラブリア州ヴィボ・ヴァレンツィア県にある、人口約1,300人の基礎自治体（コムーネ）。

## 地理

### 位置・広がり

#### 隣接コムーネ
隣接するコムーネは以下の通り。
- ドラーピア
- トロペーア
- ザッカノーポリ
- ザンブローネ